# Intelligence culturelle
 (mars 2012).
Si vous disposez d'ouvrages ou d'articles de référence ou si vous connaissez des sites web de qualité traitant du thème abordé ici, merci de compléter l'article en donnant les références utiles à sa vérifiabilité et en les liant à la section « Notes et références ».
L'intelligence culturelle se définit à la fois comme expertise sur les cultures et comme exercice des compétences interculturelles dans l’intérêt d’une organisation publique ou privée.

## Concept
Une démarche d’intelligence culturelle est mise en œuvre :
- par les États pour faire face aux enjeux liés à la cohésion sociale sur le plan national et à l’influence culturelle sur le plan international,
- par les entreprises pour conquérir des marchés, s’implanter à l’international et développer la coopération multiculturelle au sein de leurs équipes.

Par sa capacité à décrypter la complexité des environnements pour définir des ajustements et des synergies dans le contexte de la mondialisation, l'intelligence culturelle est étroitement liée à l'intelligence économique en tant que politique publique et démarche d'entreprise : sans l'intelligence économique, l'intelligence culturelle perd sa dimension stratégique ; sans l'intelligence culturelle, l'intelligence économique perd sa dimension opérationnelle.